# Buffalo Bills 1991
La stagione 1991 dei Buffalo Bills è stata la 22ª della franchigia nella National Football League, la 32ª complessiva. Sotto la direzione del capo-allenatore Marv Levy, la squadra terminò con un record di 13-3, vincendo la propria division per il quarto anno consecutivo. Nei playoff eliminò prima i Kansas City Chiefs e poi i Denver Broncos, qualificandosi per il secondo Super Bowl consecutivo. Lì fu battuta per 37-24 dai Washington Redskins.
L'attacco dei Bills fu ancora dominante guidando la lega con 6.525 yard e segnando 458 punti, un record di franchigia, e e secondo solo a Washington. I leader dell'attacco furono il quarterback Jim Kelly e il running back Thurman Thomas, entrambi i quali disputarono la miglior stagione in carriera. Kelly passò 3.844 yard e guidò la NFL con 33 touchdown, a fronte di 17 intercetti, con 97,6 di passer rating. Dietro al suo fullback Carwell Gardner, Thomas corse 1,407 yard, ne ricevette altre 620 e segnò 21 touchdown, venendo premiato come MVP della NFL. Proprio come Washington, Buffalo ebbe diverse armi nel suo backfield. Il running back Kenneth Davis emerse spesso con buone prestazioni dalla panchina, correndo 624 yard e 5 touchdown.

## Roster
| Roster dei Buffalo Bills nel 1991 |
| --- |
| Quarterback - 7 Gale Gilbert - 12 Jim Kelly - 14 Frank Reich Running Back - 23 Kenneth Davis - 35 Eddie Fuller - 34 Thurman Thomas - 35 Carwell Gardner FB Wide Receiver - 86 Mike Alexander - 82 Don Beebe - 85 Al Edwards - 80 James Lofton - 83 Andre Reed - 89 Steve Tasker KR Tight End - 84 Keith McKeller - 88 Pete Metzelaars - 87 Butch Rolle Offensive Linemen - 75 Howard Ballard T - 65 John Davis G - 59 Mitch Frerotte G - 67 Kent Hull C - 63 Adam Lingner C - 74 Glenn Parker T - 51 Jim Ritcher G - 79 Joe Staysniak G - 69 Will Wolford T Defensive Linemen - 92 Gary Baldinger DE - 93 Odell Haggins DE - 90 Phil Hansen DE - 73 Mike Lodish DT - 96 Leon Seals DE - 78 Bruce Smith DE - 91 Jeff Wright NT Linebacker - 54 Carlton Bailey OLB - 52 Robert Wetzler OLB - 97 Cornelius Bennett ILB - 50 Ray Bentley ILB - 58 Shane Conlan ILB - 99 Hal Garner OLB - 55 Mark Maddox OLB - 53 Marvcus Patton OLB - 94 Mark Pike OLB - 56 Darryl Talley ILB Defensive Back - 45 Dwight Drane SS - 27 Clifford Hicks CB - 47 Kirby Jackson CB - 20 Henry Jones FS - 38 Mark Kelso SS - 37 Nate Odomes CB - 28 Chris Oldham CB - 46 Leonard Smith FS - 21 Brian Taylor DB - 31 James Williams CB Special Team - 5 Brad Daluiso K - 9 Chris Mohr P - 11 Scott Norwood K |
| Legenda - I rookie sono in corsivo. - Il primo ruolo è il principale mentre gli eventuali successivi indicano i ruoli secondari. - (IR) sta per Injured Reserve ed indica la lista ristretta per un solo giocatore infortunato che può tornare ad allenarsi dopo la settimana 6 e a rientrare in prima squadra dopo che questa ha giocato 8 partite. - (NF-Inj.) / (NF-Ill.) stanno rispettivamente per Non-Football Injured e Non-Football Illness ed indicano le liste dove viene inserito un giocatore che ha un infortunio o una malattia non dipendente dal football americano. - (PUP) sta per Physically Unable to Perform ed indica la lista dove viene inserito un giocatore mentre è in attesa di recuperare la condizione fisica. Nella stagione regolare dopo la sesta partita giocata dalla propria squadra, il giocatore ha tempo tre settimane per riprendere ad allenarsi, più tre settimane aggiuntive dal suo rientro agli allenamenti per rientrare in prima squadra. |

Fonte:

## Calendario
| Stagione regolare |                    |                         |                               |                    |                    |          |
| Turno             | Data               | Avversario              | Stadio                        | Risultato          | Record             | Pubblico |
| 1                 | 1º settembre 1991  | Miami Dolphins          | Rich Stadium                  | V 35–31            | 1–0                | 80,252   |
| 2                 | 8 settembre 1991   | Pittsburgh Steelers     | Rich Stadium                  | V 52–34            | 2–0                | 79,545   |
| 3                 | 15 settembre 1991  | at New York Jets        | The Meadowlands               | V 23–20            | 3–0                | 65,309   |
| 4                 | 22 settembre 1991  | at Tampa Bay Buccaneers | Tampa Stadium                 | V 17–10            | 4–0                | 57,323   |
| 5                 | 29 settembre 1991  | Chicago Bears           | Rich Stadium                  | V 35–20            | 5–0                | 80,366   |
| 6                 | 7 ottobre 1991     | at Kansas City Chiefs   | Arrowhead Stadium             | S 6–33             | 5–1                | 76,120   |
| 7                 | 13 ottobre 1991    | Indianapolis Colts      | Rich Stadium                  | V 42–6             | 6–1                | 79,015   |
| 8                 | 21 ottobre 1991    | Cincinnati Bengals      | Rich Stadium                  | V 35–16            | 7–1                | 80,131   |
| 9                 | Settimana di pausa | Settimana di pausa      | Settimana di pausa            | Settimana di pausa | Settimana di pausa |          |
| 10                | 3 novembre 1991    | New England Patriots    | Rich Stadium                  | V 22–17            | 8–1                | 78,278   |
| 11                | 10 novembre 1991   | at Green Bay Packers    | Milwaukee County Stadium      | V 34–24            | 9–1                | 52,175   |
| 12                | 18 novembre 1991   | at Miami Dolphins       | Joe Robbie Stadium            | V 41–27            | 10–1               | 71,062   |
| 13                | 24 novembre 1991   | at New England Patriots | Foxboro Stadium               | S 13–16            | 10–2               | 47,053   |
| 14                | 1º dicembre 1991   | New York Jets           | Rich Stadium                  | V 24–13            | 11–2               | 80,243   |
| 15                | 8 dicembre 1991    | at Los Angeles Raiders  | Los Angeles Memorial Coliseum | V 30–27            | 12–2               | 85,081   |
| 16                | 15 dicembre 1991   | at Indianapolis Colts   | Hoosier Dome                  | V 35–7             | 13–2               | 48,286   |
| 17                | 22 dicembre 1991   | Detroit Lions           | Rich Stadium                  | S 14–17            | 13–3               | 78,059   |

## Playoff
| Playoff          |                 |                     |           |        |                              |
| Turno            | Data            | Avversario          | Risultato | Record | Stadio                       |
| Divisional       | 5 gennaio 1992  | Kansas City Chiefs  | V 37–14   | 1-0    | Rich Stadium                 |
| AFC Championship | 12 gennaio 1991 | Denver Broncos      | V 10–7    | 2–0    | Rich Stadium                 |
| Super Bowl XXVI  | 27 gennaio 1991 | Washington Redskins | S 37–24   | 2–1    | Hubert H. Humphrey Metrodome |

## Classifiche
| AFC East             |    |    |   |      |     |      |     |     |     |
|                      | V  | S  | P | %    | DIV | CONF | PF  | PS  | STR |
| (1) Buffalo Bills    | 13 | 3  | 0 | .813 | 7–1 | 10–2 | 458 | 318 | S1  |
| (6) New York Jets    | 8  | 8  | 0 | .500 | 4–4 | 6–6  | 314 | 293 | V1  |
| Miami Dolphins       | 8  | 8  | 0 | .500 | 4–4 | 5–7  | 343 | 349 | S2  |
| New England Patriots | 6  | 10 | 0 | .375 | 4–4 | 5–9  | 211 | 305 | S1  |
| Indianapolis Colts   | 1  | 15 | 0 | .063 | 1–7 | 1–11 | 143 | 381 | S6  |

## Premi
- Thurman Thomas:

MVP della NFL
giocatore offensivo dell'anno